# Wesoła (województwo świętokrzyskie)
Wesoła – wieś w Polsce położona w województwie świętokrzyskim, w powiecie kieleckim, w gminie Piekoszów.
| SIMC    | Nazwa  | Rodzaj     |
| ------- | ------ | ---------- |
| 0261730 | Młynki | przysiółek |

W latach 1975–1998 miejscowość należała administracyjnie do województwa kieleckiego.
Przez wieś przechodzi  żółty szlak turystyczny z Wiernej Rzeki do Chęcin oraz  niebieska ścieżka rowerowa do Piekoszowa.